# Kamimuria
Kamimuria är ett släkte av bäcksländor. Kamimuria ingår i familjen jättebäcksländor.

## Dottertaxa tillKamimuria, i alfabetisk ordning[1]
- Kamimuria acutispina
- Kamimuria amoena
- Kamimuria anamensis
- Kamimuria atra
- Kamimuria atricornis
- Kamimuria atrocephala
- Kamimuria azunensis
- Kamimuria brevilata
- Kamimuria brunneicornis
- Kamimuria coarctata
- Kamimuria coreana
- Kamimuria crocea
- Kamimuria curriei
- Kamimuria exilis
- Kamimuria formosana
- Kamimuria fulvescens
- Kamimuria himalayana
- Kamimuria infumata
- Kamimuria integra
- Kamimuria jariyae
- Kamimuria kelantonica
- Kamimuria klapaleki
- Kamimuria lepida
- Kamimuria lii
- Kamimuria longispina
- Kamimuria lutulentia
- Kamimuria lyubaretzi
- Kamimuria magna
- Kamimuria manchuriana
- Kamimuria maolanensis
- Kamimuria melli
- Kamimuria microda
- Kamimuria nigrita
- Kamimuria obtusa
- Kamimuria orthogonia
- Kamimuria punctata
- Kamimuria quadrata
- Kamimuria robusta
- Kamimuria sahlbergi
- Kamimuria senticosa
- Kamimuria sikkimensis
- Kamimuria similis
- Kamimuria sparsula
- Kamimuria tibialis
- Kamimuria trang
- Kamimuria trapezoidea
- Kamimuria tuberosa
- Kamimuria turbinata
- Kamimuria uenoi
- Kamimuria zonata
- Kamimuria zwicki